# Калирахи (Тасос)
Вижте пояснителната страница за други значения на Калирахи.
Калирахи (на гръцки: Καλλιράχη, в превод Красив рид) е крайбрежно курортно в Гърция, дем Тасос, административна област Източна Македония и Тракия.

## География
Отстои на 24,5 km от главния град Лименас на отклонение от обиколния път на Тасос. Както е обичайно за селищата на острова, центърът му е на 2,5 km от пристанището му Скала Калирахис, където е плажът на селото – пясъчен, дълъг към 400 m, без камъни за разлика от повечето плажове на острова. 
Самото село, макар в непосредствена близост до морето, е на 195 m надморска височина. В него има кметство, църква „Свети Димитър“, посветена на покровителя на селото, училище, кафенета, бакалии, кръчми и известната на острова Пътека на поезията започваща от централния му площад достигаща до характерните скали на близкия връх на планината. Селото, което има изключителна гледка към залива на Кавала е с прекрасен климат цяла година.
В Калирахи са запазени два каменни моста - Кармниолакският мост и Айвластиният мост. Друга забележителност е фолклорният музей на селото в къща на капитан още от 1740 година, преизграждана в 1800 година и в 1880 година. представящ интересна етнографска експозиция и изложба на морски фотографии и картини от морския музей в Кавала.

## История
Калирахи е едно от най-старите селища на остров Тасос. То се споменава в историческите записи от 902 година, когато пиратите от Триполи, използвали горите тук, за да се изградят цяла флотилия от кораби, с които да започне тяхното нахлуване в Солун. През 1457 година Калирахи е завладяно от османските турци, които унищожават селото и изгарят църквата. Съвременното селище под името Какирахи (Κακηράχη, тоест Лош рид) възниква в началото на XVI век от прогоненото от нашествениците и пиратските нападения крайбрежно население като убежище в стръмните върхове на планината в центъра на бивш металодобивен район от древни времена до византийската епоха, за извличане на олово, сребро и мед на остров Тасос. Предполага се, че злато се открива и днес в малки количества при върха Метаморфоси над селото. Впоследствие към 1745 или 1750 година селото се премества на по удобно място наблизо и е наречено Калирахи. 
Според легендата пиратите разрушили оригиналното село, което се е намирало на друго място и изклали много от жителите. Старото село било наричано поради трагичната си участ Каки Рахи. Преди разрушаването виден първенец, наречен Савел и неговите приближени напуснали старото селище, дошли и се заселели на това място, където сега е Калирахи.
На един хълм над селото се намира гробът на заточен на острова свещеник и богослов, според едни това е патриарх Несторий от V век, а според други епскоп Севелий от III век близък до арианите, роден в Египет (Либия) осъден на изгнание за ерес от Александрийския собор в 261 г. и Римския събор в 262 година. Селото е заобиколено е от манастирските параклиси „Света Богородица“, „Света Марина“, в посока към брега и „Преображение Господне“ над селото в планината при едноименния връх Метаморфоси, издигащ се на 470 m. Високо в планината над Калирахи и съседното му село Принос е манастирът „Свети Пантелеймон“.
На километър североизточно от Калирахи, в местността Платанос е църквата „Свети Безсребреници“ от 1830 година, а на километър западно то селото е „Света Текла“ от 1898 година.
На австро-унгарската военна карта е отбелязано като Какирак (Kakjirak).
В 1928 година селото има 1219 жители, от които 27 души бежанци.
Селото традиционно произвежда маслини и зехтин и се занимава и с пчеларство.
| Година    | 1913 | 1920 | 1928 | 1940 | 1951 | 1961 | 1971 | 1981 | 1991 | 2001 | 2011 | 2021 |
| --------- | ---- | ---- | ---- | ---- | ---- | ---- | ---- | ---- | ---- | ---- | ---- | ---- |
| Население | 1900 | 1549 | 1219 | 1388 | 1517 | 1429 | 1223 | 984  | 814  | 651  | 452  | 417  |

## Личности
Родени в Калирахи
- Йоргис Георгиу (1908 – 1957), гръцки комунист